# Sultanismo
Il sultanismo è una forma di governo autoritario caratterizzato dall'estrema presenza personale del sovrano in tutte le sfere di esercizio del potere. Il monarca potrebbe anche non incidere nella vita economica o sociale, e per tale ragione in questi àmbiti potrebbe svilupparsi del pluralismo, la cui esistenza è invece impossibile nella sfera del potere politico.
La definizione sultanismo deriva dalla parola sultano, titolo usato nelle società musulmane per indicare un sovrano o monarca assoluto. Il sultano è tradizionalmente un potere secolare, a differenza del califfato, e di conseguenza il termine sultanismo non dovrebbe essere giudicato anti-islamico.
Secondo Juan Linz e Alfred Stepan:
(Linz e Stepan, Modern Nondemocratic Regimes in Problems of Democratic Transition and Consolidation, Johns Hopkins University Press, Baltimore, 1996.)
Nel sultanismo, il sultano potrebbe o meno seguire le linee direttive di una ideologia predominante, tuttavia non è tenuto a rispettare alcuna regola e neppure la stessa ideologia prestabilita, nemmeno se è propria del sovrano. Il sultano può pure disporre di qualsiasi strumento per esercitare il suo volere personale, come ad esempio forze paramilitari o bande di pretoriani.
Secondo Linz e Stepan, i più eclatanti casi di sultanismo sono "Haiti sotto il dominio dei Duvalier, la Repubblica Dominicana sotto  Trujillo, la Repubblica Centrafricana sotto Bokassa, le Filippine di Marcos, l'Iran degli Shah, la Romania sotto Ceauşescu, e il Nord Corea sotto Kim Il Sung."
(Max Weber, Economy and Society, University of California Press, Berkeley, 1978)